# Alexandre Leclerc
Pour les articles homonymes, voir Leclerc.
Alexandre Maximin Leclerc, né le 23 octobre 1791 à Versailles et mort le 28 février 1879 à Paris, est un notable parisien du XIXe siècle, candidat malheureux à la députation contre Eugène Sue en 1850.

## Biographie
En 1810, Alexandre Leclerc n'a que dix-huit ou dix-neuf ans lorsqu'il s'engage volontairement dans l'armée napoléonienne. Blessé une première fois au cours du siège de Badajoz en 1812, il est grièvement blessé trois ans plus tard en prenant part à la bataille de Waterloo en tant que sergent-major au 100e régiment d'infanterie de ligne.
En 1817, il épouse Georgette Lissajous (tante paternelle de Jules Antoine Lissajous).
Installé comme marchand de bois à Passy avant 1830, Leclerc appartient au conseil municipal de cette commune (alors présidé par Augé de Fleury) ainsi qu'au corps de sapeurs-pompiers, dont il est officier. À ce titre, il participe au maintien de l'ordre lors des Trois Glorieuses, ce qui lui vaudra la croix de Juillet. Capitaine de la Garde nationale, cette milice bourgeoise rétablie en 1831, Leclerc est également nommé chevalier de la Légion d'honneur le 10 juin 1837.
C'est également sous la Monarchie de Juillet que Leclerc s'établit comme marchand de papier à Paris, au 8 de la rue Saint-Joseph.

### Participation à la répression des Journées de Juin

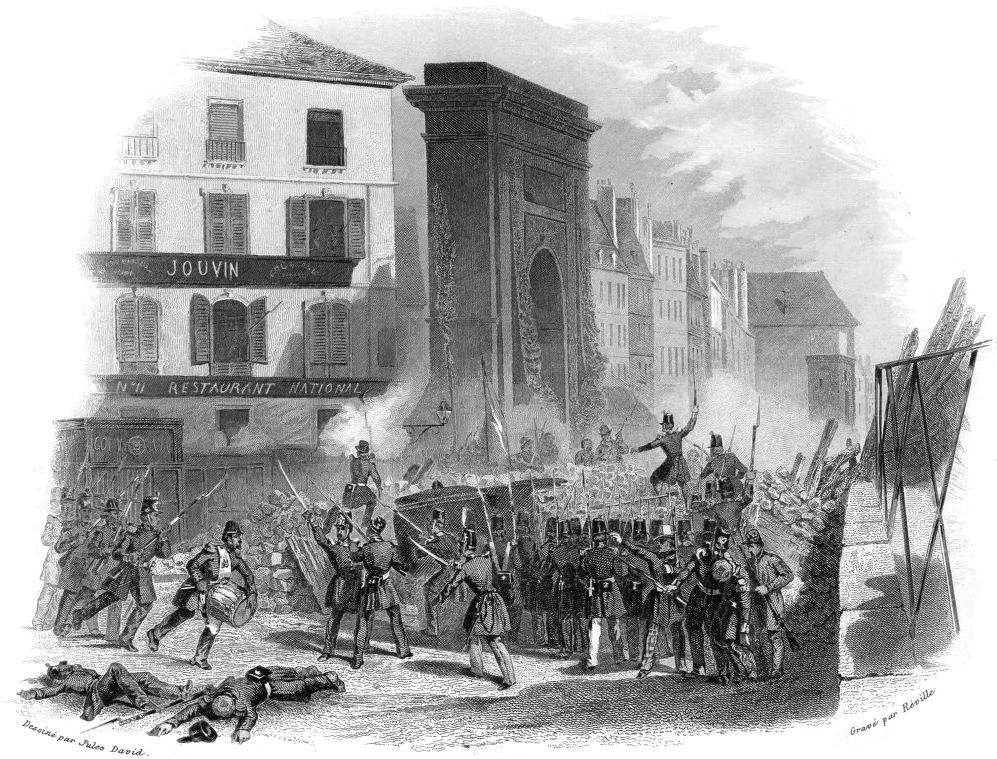
Barricade de la porte Saint-Denis (23 juin 1848).

En 1848, quelques mois après la Révolution de Février, les Journées de Juin révèlent et exacerbent les tensions sociales. Épouvantée par une insurrection populaire où elle croit voir la marque des doctrines socialistes et communistes, la bourgeoisie conservatrice appuie la répression, à laquelle plusieurs de ses membres participent directement sous l'uniforme de la Garde nationale, notamment les commerçants soucieux de protéger leur maison et leur boutique. C'est le cas d'Alexandre Leclerc, qui, au sein de la 3e légion (6e compagnie, 1er bataillon) commandée par le capitaine de Chauny, affronte les émeutiers aux côtés de son fils aîné, Georges (29 ans), afin de « défendre la cause de la conservation sociale ». Lors de l'attaque de la barricade de la porte Saint-Denis, le 23 juin en fin de matinée, Georges est grièvement blessé par deux coups de feu puis mortellement atteint par une troisième balle au moment où son père, aidé par un autre garde, tente de le mettre à l'abri. Alexandre Leclerc ne quitte alors les rangs que pour déposer le corps du défunt dans une maison de la rue Saint-Claude (l'actuelle rue Chénier). Accompagné de son second fils, Camille, il est bientôt de retour, sur le boulevard de Bonne-Nouvelle, auprès de ses compagnons de la Garde nationale. Ces derniers tentent en vain de le convaincre de rentrer chez lui, Alexandre Leclerc insistant pour rester à leurs côtés jusqu'à la fin de la lutte. Ce geste, rapporté à la tribune de l'Assemblée constituante par Louis Bernard Bonjean et salué comme un acte de « stoïcisme » ou d'« héroïsme antique » par les partisans de l'ordre établi, vaut à Leclerc d'être promu au rang d'officier de la Légion d'honneur le 23 août 1848. Cette décoration lui est remise par le chef du gouvernement, le général Cavaignac.
En mémoire de Georges Leclerc, les gardes nationaux de sa compagnie font élever un monument au cimetière Montmartre. Il est inauguré le 6 août, en présence de nombreuses personnalités, dont Louis Perrée, représentant du peuple (député) et maire du 3e arrondissement, Hippolyte Baudel Durand, représentant du peuple et préfet de Seine-et-Oise, ainsi que le général Perrot, chef d'état-major de la Garde nationale de la Seine, qui prononcent des discours patriotiques à la gloire du défunt.
Malgré la répression de l'insurrection de juin, l'extrême-gauche continue à progresser, suscitant face à elle une coalition conservatrice constituée de monarchistes et de républicains modérés. Ce parti de l'ordre remporte la majorité des sièges de l'Assemblée législative, mais ne parvient pas à empêcher les démocrates-socialistes de prendre la tête de l'opposition républicaine. Le premier affrontement entre ces deux blocs antagonistes est la Journée du 13 juin 1849, dont la répression permet à la majorité de décapiter la « Montagne » : plusieurs députés « rouges » sont contraints de s'exiler puis condamnés par contumace par la Haute Cour de justice de Versailles. Une élection complémentaire est donc organisée dans la Seine le 10 mars 1850, mais ce sont les démocrates-socialistes qui remportent les trois sièges. Parmi eux, François Vidal est également élu dans le Bas-Rhin et choisit de représenter ce département, ce qui entraîne l'organisation d'une nouvelle élection partielle le 28 avril.

### L'élection complémentaire du 28 avril 1850

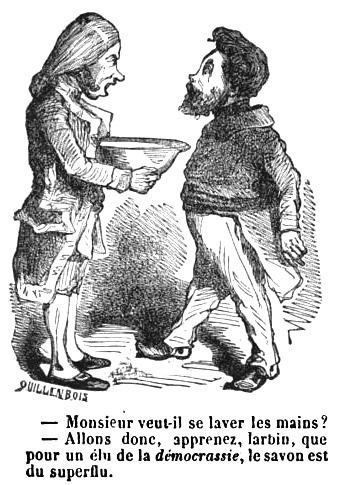
Caricature d'Eugène Sue par Quillenbois (1850).

Réunis en « conclave » le 14 avril, les démocrates-socialistes désignent le romancier Eugène Sue, « socialiste de cœur et de raisonnement », pour représenter la gauche à ce scrutin. Parmi les autres candidats qu'avait envisagés l'opposition, le républicain modéré Dupont de l'Eure s'est désisté en faveur de l'auteur des Mystères de Paris.
À droite, l'orléaniste Fernand Foy, qui était arrivé en quatrième position (avec plus de 125 000 voix) le 10 mars, a tout naturellement réitéré sa candidature, dès le 5 avril, sous les auspices d'une Union électorale, un organe politique du parti de l'ordre rejoint depuis le 8 avril par un comité de la presse « modérée ». Or, sous la pression d'autres membres du parti, l'Union électorale revient une semaine plus tard sur sa décision de ré-investir un candidat dont le nom avait peut-être rejeté dans l'abstention de nombreuses voix légitimistes : son père, le général Foy, avait en effet été l'un des principaux opposants libéraux à la Restauration. L'état-major conservateur, réuni rue Bergère le 16 avril, fait par conséquent appel à Alexandre Leclerc, dont le nom, tout d'abord évoqué par Alexandre Weill dans le journal légitimiste La Gazette de France, vient d'être repris dans une affiche appelant « la garde nationale, l'armée, le commerce, l'atelier, sans distinction de parti [...] à porter leurs suffrages sur l'héroïque garde national ». Cette nouvelle candidature bénéficie du soutien de plusieurs députés (dont Heeckeren, Chapot et Bérard de Chazelles, membres du bureau de l'Assemblée), ainsi que de celui des quatre « Africains » (les généraux Cavaignac, Bedeau, Lamoricière et Changarnier) et peut-être même de celui du président de la République, Louis-Napoléon Bonaparte. Elle est en effet susceptible de convenir aussi bien aux bonapartistes (Leclerc est un vétéran de la Grande Armée) qu'aux orléanistes (il est médaillé de Juillet), aux légitimistes (qui n'ont pas à voter pour le fils d'un adversaire) et même aux républicains modérés menés depuis juin 1848 par Cavaignac. Soucieux de ne pas diviser les voix conservatrices à l'occasion d'un scrutin préparatoire tardif et fratricide, Foy consent finalement à se désister, le 18 avril, en faveur du marchand de papier. Ce dernier, sans appartenir à un parti défini, affiche clairement ses tendances conservatrices : « Je défendrai à la Chambre l'opinion que j'ai défendue devant les barricades ».
Les socialistes, et notamment La Voix du Peuple de Proudhon, attaquent vivement cette candidature, qu'ils interprètent comme un affront envers les victimes de la répression des Journées de Juin. Cette opinion est partagée par Friedrich Engels, qui voit dans la mise en avant de ce « spartiate bourgeois » (bourgeois Lacedemonian) « une provocation directe à l'encontre des ouvriers », mais aussi par certains républicains modérés tels que Louis Perrée, directeur du Siècle, qui, tout en rendant hommage à l'héroïsme du garde national, rejette une candidature ravivant des souvenirs de guerre civile et appelle à l'abstention. La Feuille du village de Pierre Joigneaux voit dans le choix de Leclerc la main du préfet de police, Carlier, dont un neveu, Léon Trinquesse, serait employé comme commis par le marchand de papier de la rue Saint-Joseph.
La solvabilité de Leclerc ainsi que les circonstances de la mort de son fils aîné (maladroitement exagérées par les partisans de la majorité) ayant été remises en cause par ses adversaires, la presse « modérée » riposte en publiant une réponse du président du tribunal de commerce, Devinck, ainsi que les témoignages des gardes nationaux de la 3e légion. Leclerc étant relativement peu connu des électeurs, son portrait lithographié est diffusé. Afin de mettre toutes les chances du côté des conservateurs, le ministre de l'Intérieur, Baroche, secondé par Carlier, fait épurer les listes électorales, interdire plusieurs réunions socialistes, surveiller les colporteurs et censurer le journal de Proudhon qui, déjà incarcéré à la Conciergerie, est transféré à Doullens. La victoire de Leclerc est donc attendue, le candidat du parti de l'ordre étant déjà admis aux réceptions du président de l'Assemblée.
Le 28 avril, Leclerc, réalise cependant un score (119.748 voix) inférieur à celui de Foy et se retrouve devancé de plus de 8 000 voix par Eugène Sue (127 883 voix). Paniquée par ce nouveau camouflet électoral, dont l'annonce fait même chuter le cours de la rente, la majorité conservatrice contre-attaque immédiatement en préparant des mesures destinée à restreindre le suffrage universel : celles-ci aboutiront, quelques semaines plus tard, à la Loi du 31 mai 1850.
L'éphémère carrière politique de Leclerc prend fin avec cet échec. Après 1854, il se retire rue Molière (rue d'Auteuil), où il vit de ses rentes jusqu'en 1879.
Son second fils, Camille (1824-1901), notaire à Charenton, est le père de l'épouse d'Adolphe Pinard, médecin et homme politique. Son troisième fils, Alphonse (1826-1904) dit « Leclerc fils », négociant en bois, a été conseiller municipal du quartier d'Auteuil entre 1871 et 1874.